# Steve Harris (acteur)
Pour les articles homonymes, voir Harris.
Steve Harris, né le 3 décembre 1965 à Chicago, dans l'Illinois, est un acteur américain.
Il est surtout connu pour son rôle d'Eugene Young dans la série dramatique The Practice (1997-2004), Charles McCarter dans Madea, grand-mère justicière (2005), Isaiah « Bird » Freeman dans Awake (2012) ou encore, plus récemment, de l'inspecteur Bryant dans Black Mafia Family (2021-). 
Il a aussi prêté sa voix à Ethan Bennett / Gueule d'argile dans la série Batman (2004-2006).

## Biographie
Steve Harris est le frère aîné de l'acteur Wood Harris. Il est né à Chicago, dans l'Illinois en 1965. Ses parents sont Mattie, une mère au foyer et John Harris un chauffeur de bus. Il étudie au lycée St Joseph de Winchester, un lycée privé connu pour sa section de formation de joueurs de basketball. Par la suite, Steve Harris étudie le théâtre à l'université du Nord de l'Illinois. Enfin il obtient un master d'arts appliqués relatif au théâtre à l'université du Delaware.

## Filmographie
- 1985 : Don't mess with my sister de Meir Zarchi : animateur radio
- 1988 : Seven Hours to Judgment de Beau Bridges : chauffeur de Reardon
- 1991 : The Good Policeman de Peter Werner : Big Blue
- 1993 : Sugar Hill de Leon Ichaso : Ricky Goggles
- 1996 : Rock de Michael Bay : soldat McCoy
- 1997 : Lesser Prophets de William DeVizia : Le Géant Noir
- 1998 : Lovers and Liars de Mark Freed : agent du FBI
- 1999 : Mod Squad de Scott Silver : Briggs
- 2000 : New York, unité spéciale (saison 1, épisode 15) : un patrouilleur
- 2000 : The Skulls : société secrète de Rob Cohen : détective Sparrow
- 2002 : Minority Report de Steven Spielberg : Jad
- 2003 : Bronx à Bel Air de Adam Shankman : Widow
- 2004 : Death and Texas de Kevin DiNovis : Bobby Briggs
- 2005 : Madea, grand-mère justicière de Darren Grant : Charles
- 2005 : The Unseen de Lisa France : Roy
- 2008 : Ball Don't Lie de Brin Hill : Rob
- 2008 : En quarantaine de John Erick Dowdle : Scott Percival
- 2009 : Shoot & Run de Renny Harlin : George Aiken
- 2010 : Takers de John Luessenhop : Lt. Carver
- 2014 : In your eyes de Brin Hill : Giddons
- 2015 : Chiraq de Spike Lee
- 2017 : Burning Sands de Gerard McMurray : Dean Richardson
- 2018 : American Nightmare 4 : Freddy
- dès 2020 : Filthy Rich : Franklin Lee
- 2021 : New York, crime organisé (Law & Order: Organized Crime) (saison 1, épisodes 6 à 8) : avocat de la défense Ellsworth Lee